# Kiszáradt tómeder
Kiszáradt tómedernek (spanyol kifejezéssel playának) nevezzük azt a medencét vagy mélyföldet, amelyben valamikor összefüggő vízfelület volt megtalálható, ami eltűnt, mert a párolgás erősebb volt, mint a vízutánpótlás. Ha a valamikori tómeder alját lúgos kémhatású anyagok borítják, szikes síkságnak nevezzük, ha pedig só, akkor sós síkságnak.

## Kialakulása

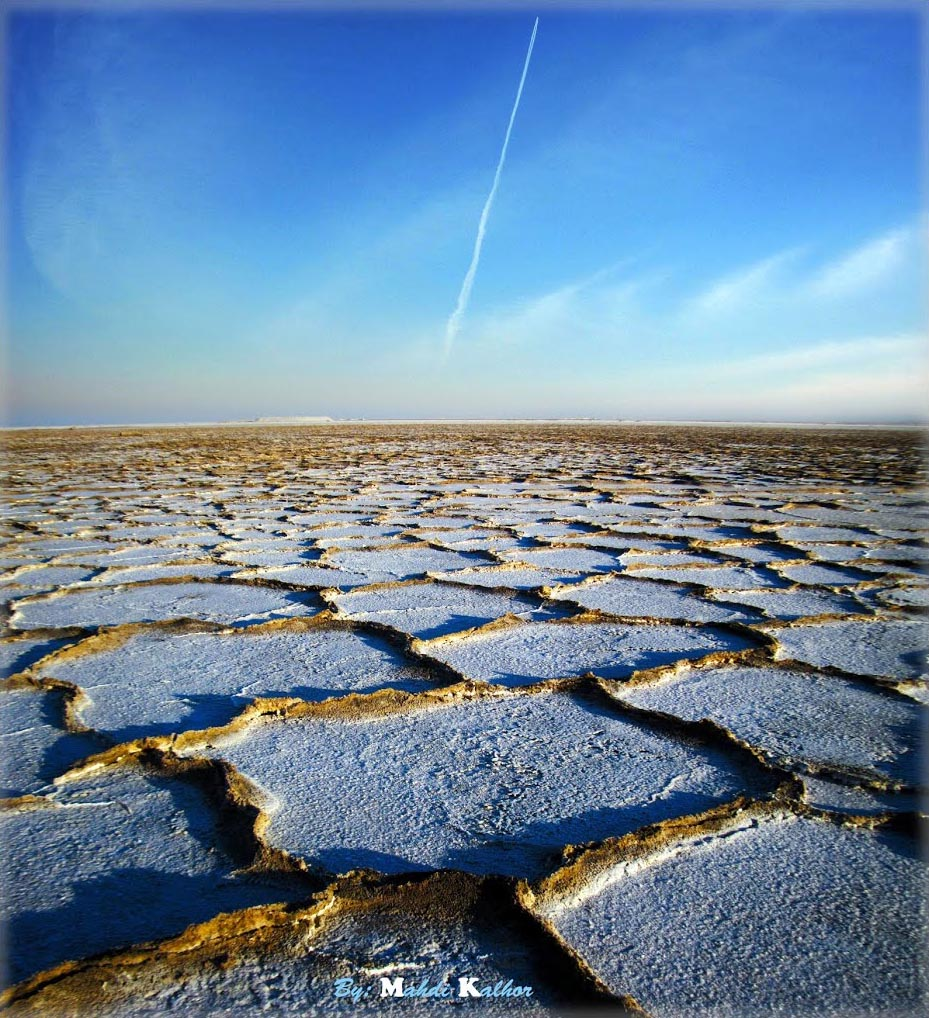
Namak-tó, Irán

Az esővíz, egyes folyók feltöltő hatása vagy források képesek feltölteni a mélyebben fekvő területeket, és ilyenkor egy tó alakul ki. Ha a párolgás éves mértéke meghaladja a vízutánpótlás éves mértékét, akkor a mélyedés fokozatosan elkezd kiszáradni. Azok a sók, amelyek a vízben oldott állapotban jelen voltak, kicsapódnak, és fokozatosan rétegződnek. Egy kiszáradt tómeder jellemzően sík, agyagos felület, melyet a kicsapódott só borít, illetve vannak benne mállás során keletkező és felgyülemlő anyagok, mint például nátrium-karbonát, bórax és egyéb sók. Sivatagokban kialakult kiszáradt tómedrek esetében gyakori a spanyolul bajadának nevezett legyező alakú hordaléklerakódás a széleken.
Kiszáradt tómedreket leginkább a Föld félszáraz és száraz régióiban találunk. A legtöbb Texas állam nyugati és Új-Mexikó állam keleti felén lelhető fel, a legnagyobb pedig a bolíviai Salar de Uyuni, ami több mint tízezer négyzetkilométeres.
Számos kiszáradt tómedret időszakosan elborítja a sekély víz az esős évszakokban, különösen amikor az átlagnál nagyobb a csapadék mennyisége. Ha ezt a sekély vizet a szél is fújja, a meder különösen keménnyé és sík felületűvé szárad. Mélyebb víz esetén a kiszáradáskor jellegzetes repedezett talaj marad vissza, a nagyon kevés víz esetén pedig dűnék alakulhatnak ki.

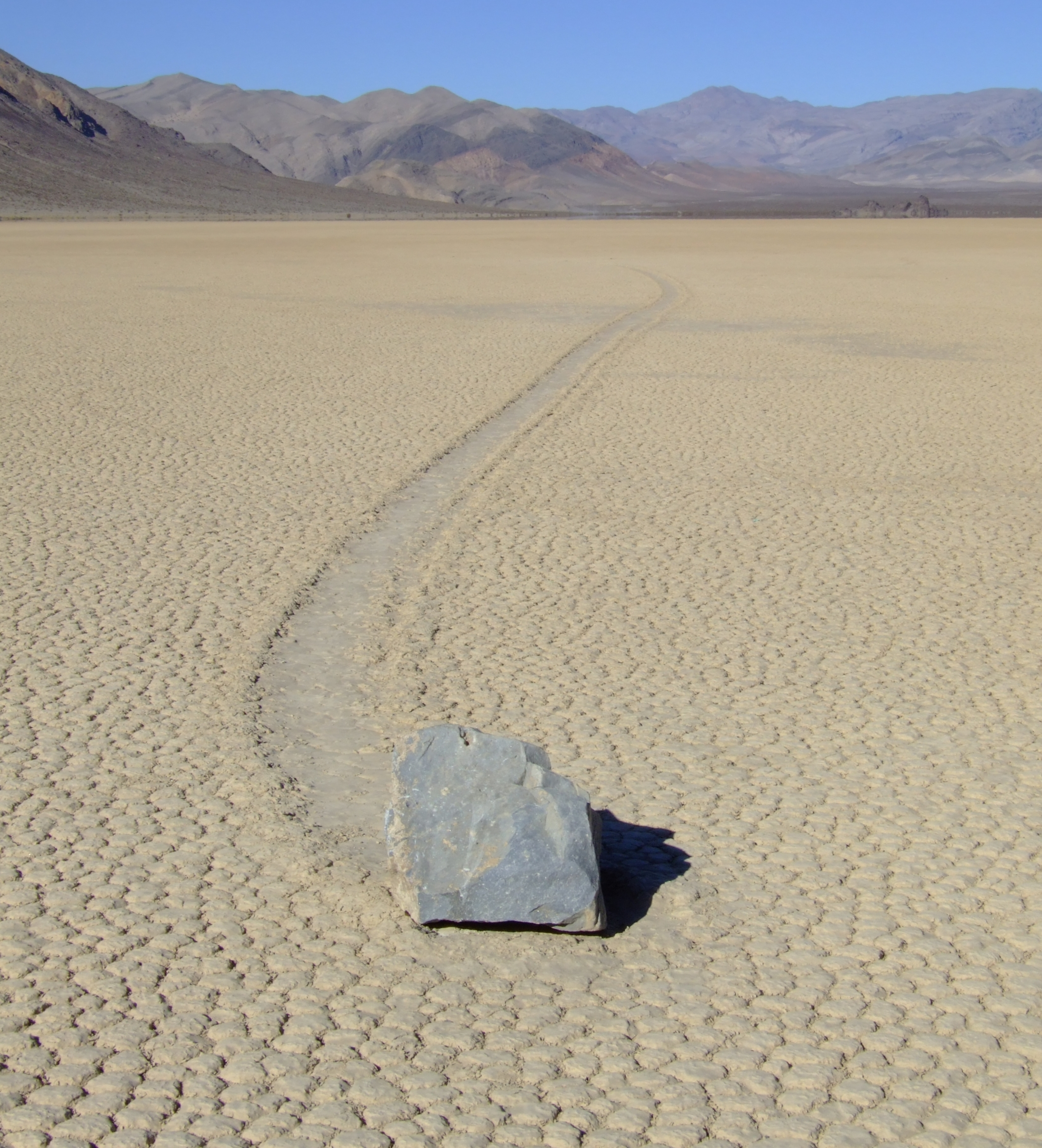
Vándorló kő a Racetrack Playán

A kaliforniai Halál-völgyben megtalálható Racetrack Playa jellegzetességei a vándorló kövek, amelyek csíkot húzva maguk után közlekednek a tómederben. A jelenség bekövetkezéséhez több tényező együttállása szükséges: a tómederben annyi víznek kell lennie, hogy az a téli hónapokban jéggé fagyjon, de a sziklák is kilátszódjanak. Az éjszakai fagyok során a víz vékony jégréteggé fagy, és elég erős ahhoz, hogy megtartsa a követ és hogy szabadon csússzon. Amikor a reggeli napsütés felolvasztja a jeget, az darabokra esik, a szél pedig elkezdi fújni, a rajta lévő szikladarabbal együtt. A jelenség két-három évente következik be.

## Ökológiai jelentősége
Magát a tómedret, jellegénél fogva, nem igazán veszi birtokba a növényzet, a szélein azonban különféle sótűrő növények telepedhetnek meg, amelyek különösen télen szolgálnak jó táplálékul a növényevő állatoknak. Idaho állam délnyugati részén, valamint Nevada és Utah egyes területein számos olyan faj él, amely sehol máshol nem található meg, többek között egy óriás sórákfaj, amelynek petéi évekig képesek a mostoha körülmények között fennmaradni és az alkalmas életkörülmémyek között kikelni.
Ott, ahol folyók vagy más vízforrások nem állnak rendelkezésre, nagy viharokat követően a helyi állatvilág számára is fontos vízforrásként szolgálnak.

## Emberi felhasználás
A különösen lapos és sima, kemény talajú kiszáradt tómedrek ideálisak különféle motoros járműveknek szervezett versenyekhez. A legnagyobbakban általában sebességrekordok megdöntésével kísérleteznek, mert a talaj ideális, a méretek pedig megfelelőek. Ha csak nagyon ritkán önti el a víz a területet, akkor légitámaszpontokat is előszeretettel létesítenek rajtuk. A felszín alatti telített sósvizből ásványi anyagokat tudnak kinyerni.